# Green Bay Packers 1990
La stagione 1990 dei Green Bay Packers è stata la 70ª della franchigia nella National Football League. Sotto la direzione del capo-allenatore al terzo anno Lindy Infante, la squadra terminò con un record di 6-10, chiudendo quarta nella Central Division.

## Roster
| Roster dei Green Bay Packers nel 1990 |
| --- |
| Quarterback - 8 Anthony Dilweg - 10 Blair Kiel - 4 Mike Norseth Running Back - 27 Herman Fontenot - 35 Michael Haddix FB - 39 Darrell Thompson - 33 Keith Woodside - 46 Vince Workman KR Wide Receiver - 83 Carl Bland - 81 Perry Kemp - 85 Jeff Query PR - 84 Sterling Sharpe - 87 Clarence Weathers - 88 Charles Wilson KR Tight End - 80 Jackie Harris - 89 William Harris - 86 Ed West Offensive Linemen - 67 Billy Ard G - 51 Blair Bush C - 63 James Campen C - 65 Ron Hallstrom G/T - 77 Tony Mandarich T - 57 Rich Moran G - 75 Ken Ruettgers T - 73 Alan Veingrad T Defensive Linemen - 62 Matt Brock DE - 93 Robert Brown DE - 72 Mark Hall DE - 79 Bob Nelson NT - 96 Shawn Patterson DE - 68 Blaise Winter NT Linebacker - 90 Tony Bennett OLB - 56 Burnell Dent ILB - 97 Tim Harris OLB - 50 Johnny Holland ILB - 95 Bryce Paup OLB - 54 Scott Stephen OLB Defensive Back - 36 LeRoy Butler CB - 23 Tiger Greene FS - 44 Jerry Holmes CB - 22 Mark Lee CB - 37 Mark Murphy SS - 28 Ron Pitts CB - 29 Jerry Woods CB/S Special Team - 17 Don Bracken P - 13 Chris Jacke K Lista delle riserve - 82 Erik Affholter WR (IR) - 74 Lester Archambeau DE (IR) - 26 Chuck Cecil FS (IR) - 7 Don Majkowski QB (IR) - 91 Brian Noble ILB (IR) - 70 Keith Uecker G (IR) - 52 Mike Weddington LB (IR) Squadra di allenamento - -- Steve Avery FB - -- Peter Shorts T |
| Legenda - I rookie sono in corsivo. - Il primo ruolo è il principale mentre gli eventuali successivi indicano i ruoli secondari. - (IR) sta per Injured Reserve ed indica la lista ristretta per un solo giocatore infortunato che può tornare ad allenarsi dopo la settimana 6 e a rientrare in prima squadra dopo che questa ha giocato 8 partite. - (NF-Inj.) / (NF-Ill.) stanno rispettivamente per Non-Football Injured e Non-Football Illness ed indicano le liste dove viene inserito un giocatore che ha un infortunio o una malattia non dipendente dal football americano. - (PUP) sta per Physically Unable to Perform ed indica la lista dove viene inserito un giocatore mentre è in attesa di recuperare la condizione fisica. Nella stagione regolare dopo la sesta partita giocata dalla propria squadra, il giocatore ha tempo tre settimane per riprendere ad allenarsi, più tre settimane aggiuntive dal suo rientro agli allenamenti per rientrare in prima squadra. |

## Calendario
| Stagione regolare |                    |                         |                    |                    |                               |          |
| Turno             | Data               | Avversario              | Risultato          | Record             | Stadio                        | Pubblico |
| 1                 | 9 settembre        | Los Angeles Rams        | V 36–24            | 1–0                | Lambeau Field                 | 57,685   |
| 2                 | 16 settembre       | Chicago Bears           | S 13–31            | 1–1                | Lambeau Field                 | 58,938   |
| 3                 | 23 settembre       | Kansas City Chiefs      | S 3–17             | 1–2                | Lambeau Field                 | 58,817   |
| 4                 | 30 settembre       | at Detroit Lions        | V 24–21            | 2–2                | Pontiac Silverdome            | 64,509   |
| 5                 | 7 ottobre          | at Chicago Bears        | S 13–27            | 2–3                | Soldier Field                 | 59,929   |
| 6                 | 14 ottobre         | at Tampa Bay Buccaneers | S 14–26            | 2–4                | Tampa Stadium                 | 67,472   |
| 7                 | Settimana di pausa | Settimana di pausa      | Settimana di pausa | Settimana di pausa | Settimana di pausa            |          |
| 8                 | 28 ottobre         | Minnesota Vikings       | V 24–10            | 3–4                | Milwaukee County Stadium      | 55,125   |
| 9                 | 4 novembre         | San Francisco 49ers     | S 20–24            | 3–5                | Lambeau Field                 | 58,835   |
| 10                | 11 novembre        | at Los Angeles Raiders  | V 29–16            | 4–5                | Los Angeles Memorial Coliseum | 50,855   |
| 11                | 18 novembre        | at Phoenix Cardinals    | V 24–21            | 5–5                | Sun Devil Stadium             | 46,878   |
| 12                | 25 novembre        | Tampa Bay Buccaneers    | V 20–10            | 6–5                | Milwaukee County Stadium      | 53,677   |
| 13                | 2 dicembre         | at Minnesota Vikings    | S 7–23             | 6–6                | Hubert H. Humphrey Metrodome  | 62,058   |
| 14                | 9 dicembre         | Seattle Seahawks        | S 14–20            | 6–7                | Milwaukee County Stadium      | 52,015   |
| 15                | 16 dicembre        | at Philadelphia Eagles  | S 0–31             | 6–8                | Veterans Stadium              | 65,627   |
| 16                | 22 dicembre        | Detroit Lions           | S 17–24            | 6–9                | Lambeau Field                 | 46,700   |
| 17                | 30 dicembre        | at Denver Broncos       | S 13–22            | 6–10               | Mile High Stadium             | 46,943   |

Note: gli avversari della propria division sono in grassetto.

## Classifiche
| NFL Central          |    |    |   |      |     |      |     |     |     |
|                      | V  | S  | P | %    | DIV | CONF | PF  | PS  | STR |
| (3) Chicago Bears    | 11 | 5  | 0 | .688 | 6–2 | 9–3  | 348 | 280 | S1  |
| Tampa Bay Buccaneers | 6  | 10 | 0 | .375 | 5–3 | 6–8  | 264 | 367 | S2  |
| Detroit Lions        | 6  | 10 | 0 | .375 | 3–5 | 5–7  | 373 | 413 | S1  |
| Green Bay Packers    | 6  | 10 | 0 | .375 | 3–5 | 5–7  | 271 | 347 | S5  |
| Minnesota Vikings    | 6  | 10 | 0 | .375 | 3–5 | 4–8  | 351 | 326 | S4  |